# Las Burgas
Las Burgas (en gallego As Burgas) son unos manantiales de aguas termales que se localizan en la ciudad de Orense, en España. De ellos brotan unas aguas silicatadas, fluoradas, litínicas e hipertermales a una temperatura de entre 64 y 68 °C con un caudal de 300 litros por minuto. Estas aguas son aplicables a diferentes tipos de dermopatías, especialmente pruriginosas.

## Descripción
El origen del nombre de Burgas no está muy claro, para algunos autores puede proceder del celta "beru" que quiere decir caliente, pero la etimología más aceptada es la que indica su procedencia del latín "burca" que quiere decir pila, en alusión a los baños utilizados por los romanos como balnearios.

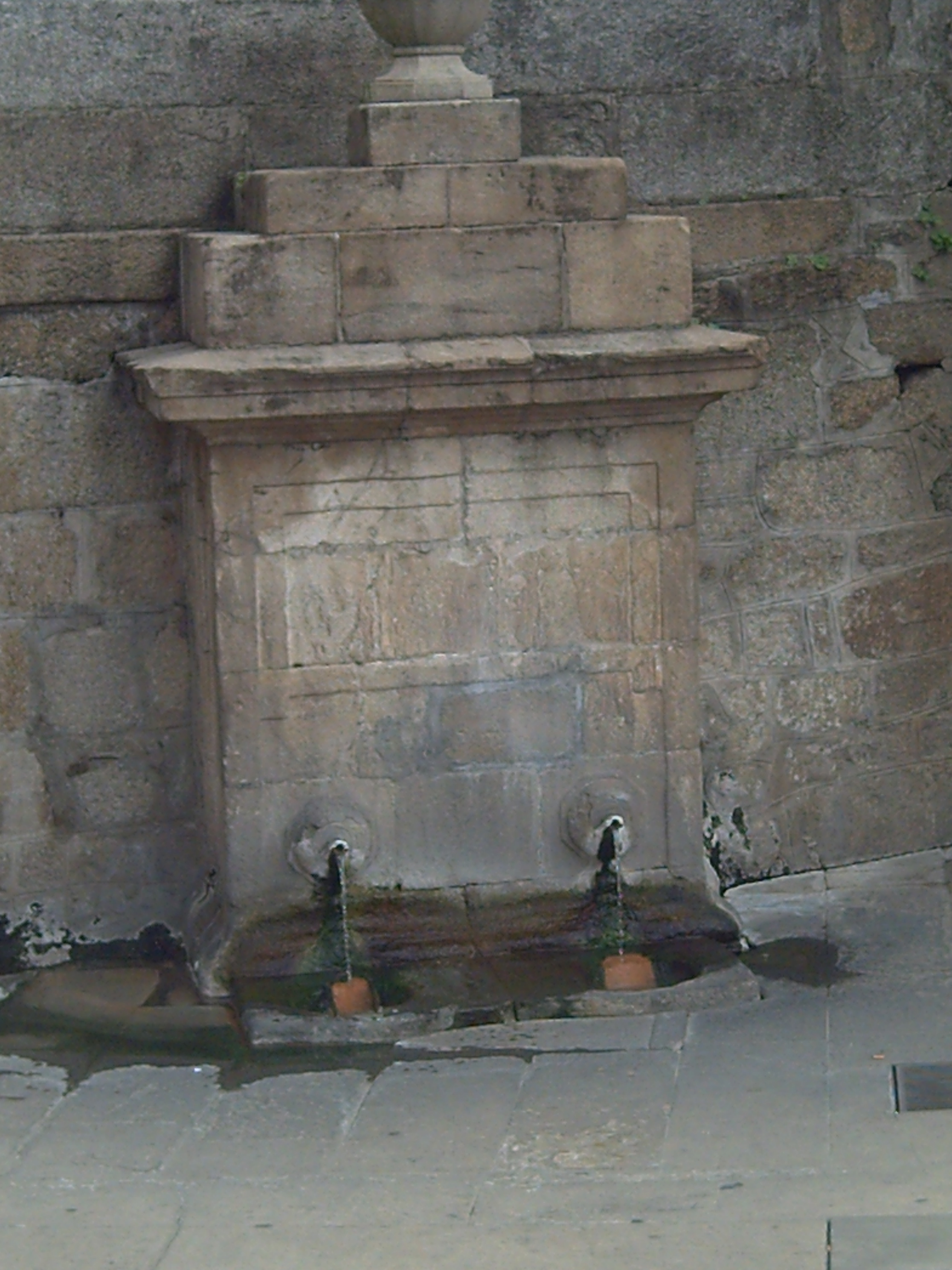
Burga de Arriba.

Son tres manantiales: la Burga de Arriba, la más antigua, de estilo popular y perteneciente al siglo XVII, la Burga do Medio, pegada al muro y de estilo moderno, con un complejo termal y entrada al "Centro de interpretación de las Burgas" de reciente creación (2010), y la Burga de Abaixo, de estilo neoclásico, siglo XIX, con dos caños laterales y una pila labrada en el centro, con otro caño. También se encuentra en este conjunto la réplica de las cuatro aras romanas encontradas en la ciudad, la primera de ellas creada en honor de las Ninfas de esas aguas ofrendada por Calpurnia Abana Aeboso, que es el primer nombre conocido de un habitante de la ciudad de Orense.
Estos manantiales fueron declarados Conjunto Histórico Artístico en el año 1975. 
Como dato curioso cabe señalar los usos que antiguamente los habitantes de la ciudad realizaban de estas aguas pues usaban la fuentes como agua caliente para las casas de alrededor, para los hornos de panadería que rodeaban la zona y para la artesanía del cuero que establecía allí sus industrias.
El origen de estos manantiales, es la captación y filtración de agua de lluvia por las fracturas del terreno hasta profundidades superiores a los dos kilómetros. Allí se calientan por el calor interno del planeta, la desintegración de isótopos radiactivos del granito y el propio calor de las fracturas. Precisamente sus virtudes medicinales provienen de la mezcla de los minerales. 
Una leyenda dice que nacen debajo de la Capilla del Santo Cristo, en la Catedral, y otra dice que son causadas por un volcán en reposo que está en la base del Montealegre y que en algún momento podría llegar a explotar.
Con el Santo Cristo y el Puente Romano, es uno de los símbolos de la capital orensana, a la que se le dio en llamar "Ciudad de las Burgas".
A principios de 2005, a causa de unas excavaciones no autorizadas asociadas a la construcción de un nuevo balneario, resultó perforado uno de los pozos que alimentan las Burgas, perdiéndose un 40% del manantial, y secando uno de los caños principales de las fuentes por las que surgen las aguas. Este hecho, que sólo se había producido en el terremoto de Lisboa de 1755, motivó en parte el inicio del expediente de declaración como Bien de Interés Cultural del sitio histórico de las Burgas por la Junta de Galicia, que finalmente sería aprobado en el año 2007.

## Historia
En el Área Arqueológica de Las Burgas conviven desde mediados del siglo I d. C. dos tipos de usos de estas aguas. Uno es el salutífero, constatado en el edificio con piscina encontrado en "Casa de los Hornos". Se sirve del mismo manantial que la Burga de Arriba. Se constata así un uso continuado de utilización termal de 2000 años. Pero lo importante es el poder curativo atribuido al dios indígena prerromano Revve Anabaraego.
La fama de esta piscina - santuario debió ser notoria por la cantidad de aras que los peregrinos de la antigüedad ofrecieron a este dios, superando su influencia los límites de la Gallaecia.
El santuario estuvo en uso entre mediados del s. I y del II d. C. transformándose después en una estancia con hipocausto. Después de la reforma estuvo en funcionamiento hasta el siglo III d. C.
Además del complejo salutífero aparecieron en la década de 1990 en el patio del colegio "San José" y en las traseras de la rúa do Vilar estancias termales típicamente romanas (apodyterium, caldarium, tepidarium, frigidarium), y otras para baños de vapor, masajes, palestra...
Al lado de estas construcciones también aparecieron sepulturas tardorromanas del siglo IV d. C.
Su uso no desapareció con el mundo clásico  siguiéndose usando en la Edad Media protegidas por la Iglesia y el Ayuntamiento.
En la Edad Moderna surten al matadero municipal (siglo XVI) hasta su derribo en 1927.
En la Edad Contemporánea la ciudad cuenta con varios proyectos de balnearios termales. Son de Daniel Vazquez-Gulías y Manuel Conde Fidalgo en la "casa de baños do Outeiro", así como el proyecto de Gran Balneario diseñado por D. Pedro García Faria, en el año 1925.

## Composición

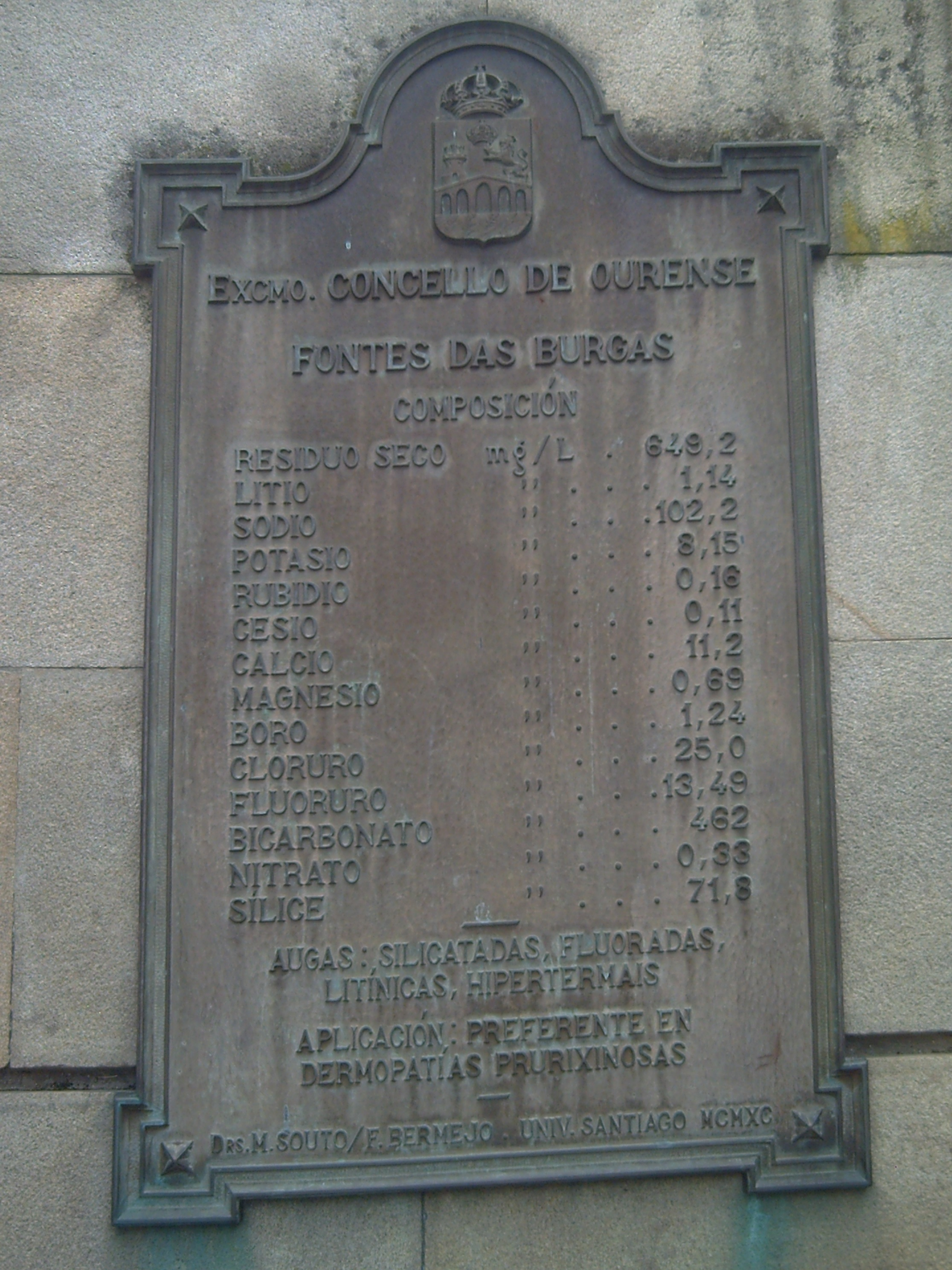
Composición química de las aguas de las Burgas.

La composición del agua de las Burgas, según el análisis hecho por los doctores Souto y Vermello en 1990, es la siguiente:
```
-pH.................... 7,56 
-Residuo seco.......... 649,2 mg/l 
-Litio................. 1,14  mg/l 
-Sodio................. 102,2 mg/l 
-Potasio............... 8,15  mg/l 
-Rubidio............... 0,16  mg/l 
-Cesio................. 0,11  mg/l 
-Calcio................ 11,2  mg/l 
-Magnesio.............. 0,69  mg/l 
-Boro.................. 1,24  mg/l 
-Cloruro............... 25,0  mg/l 
-Fluoruro.............. 13,49 mg/l 
-Bicarbonato........... 462   mg/l 
-Nitrato............... 0,33  mg/l 
-Sílice................ 71,8  mg/l 

```

## Galería de imágenes

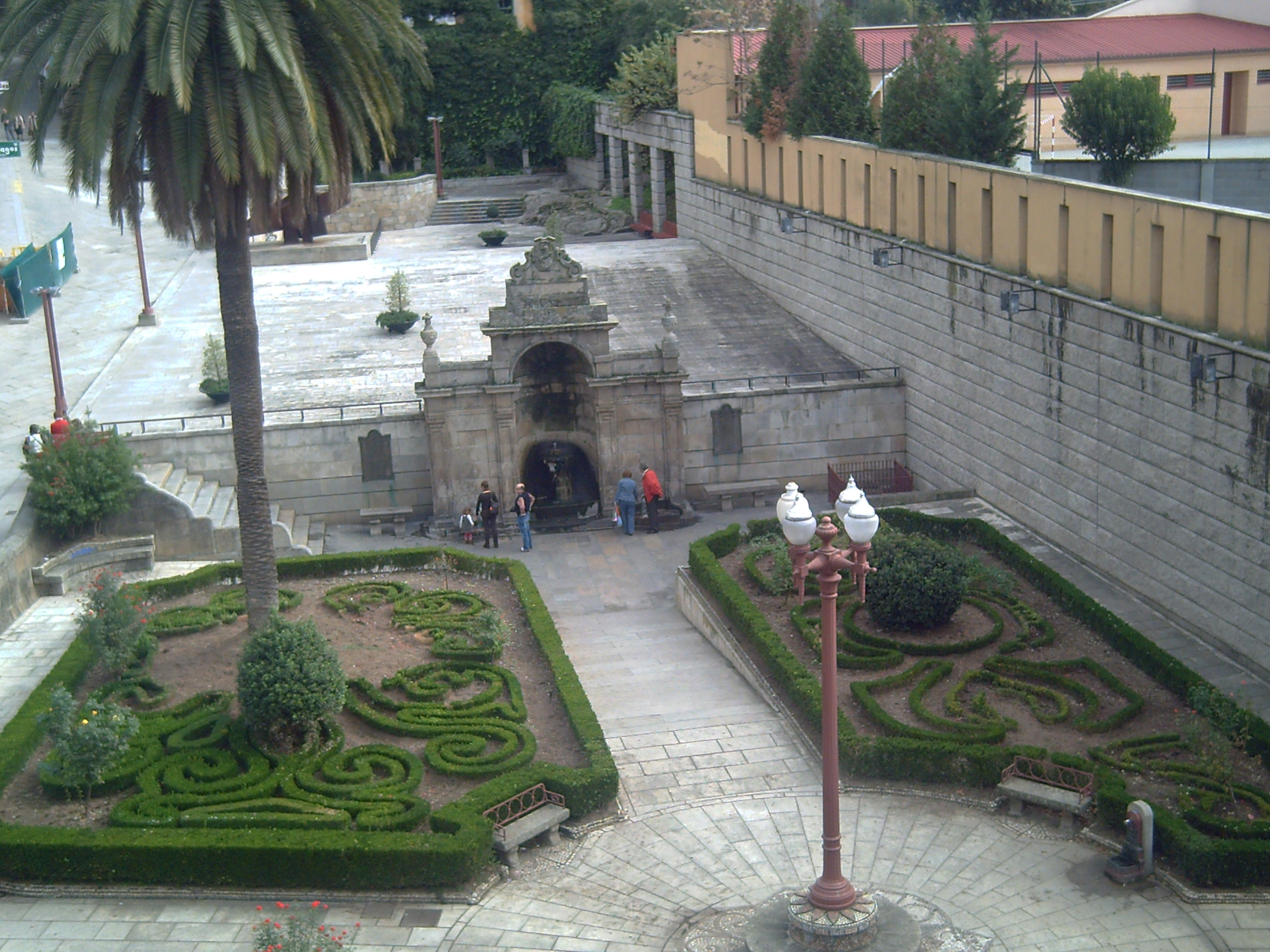
Jardines de las Burgas.
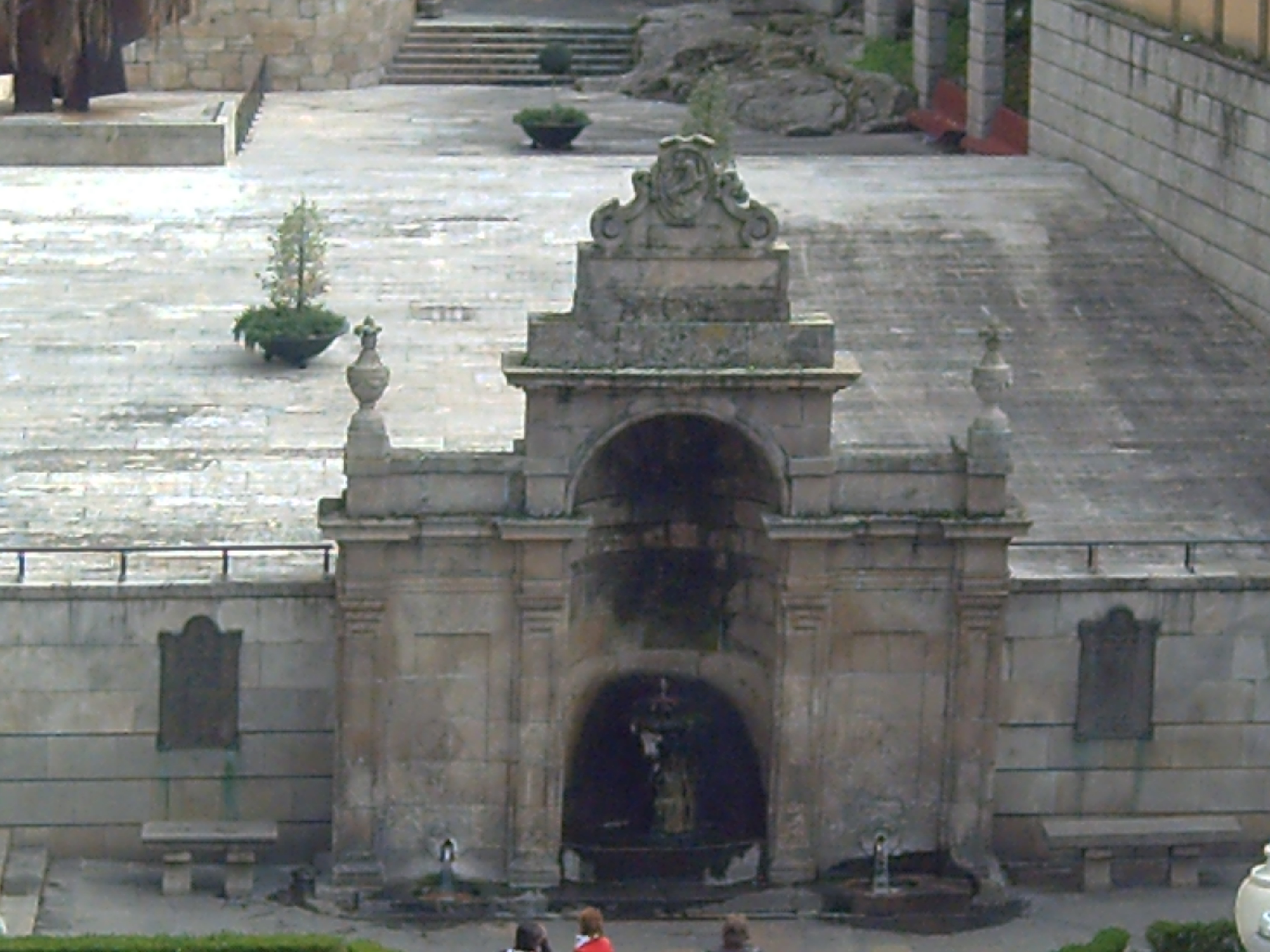
Burga de Abaixo.
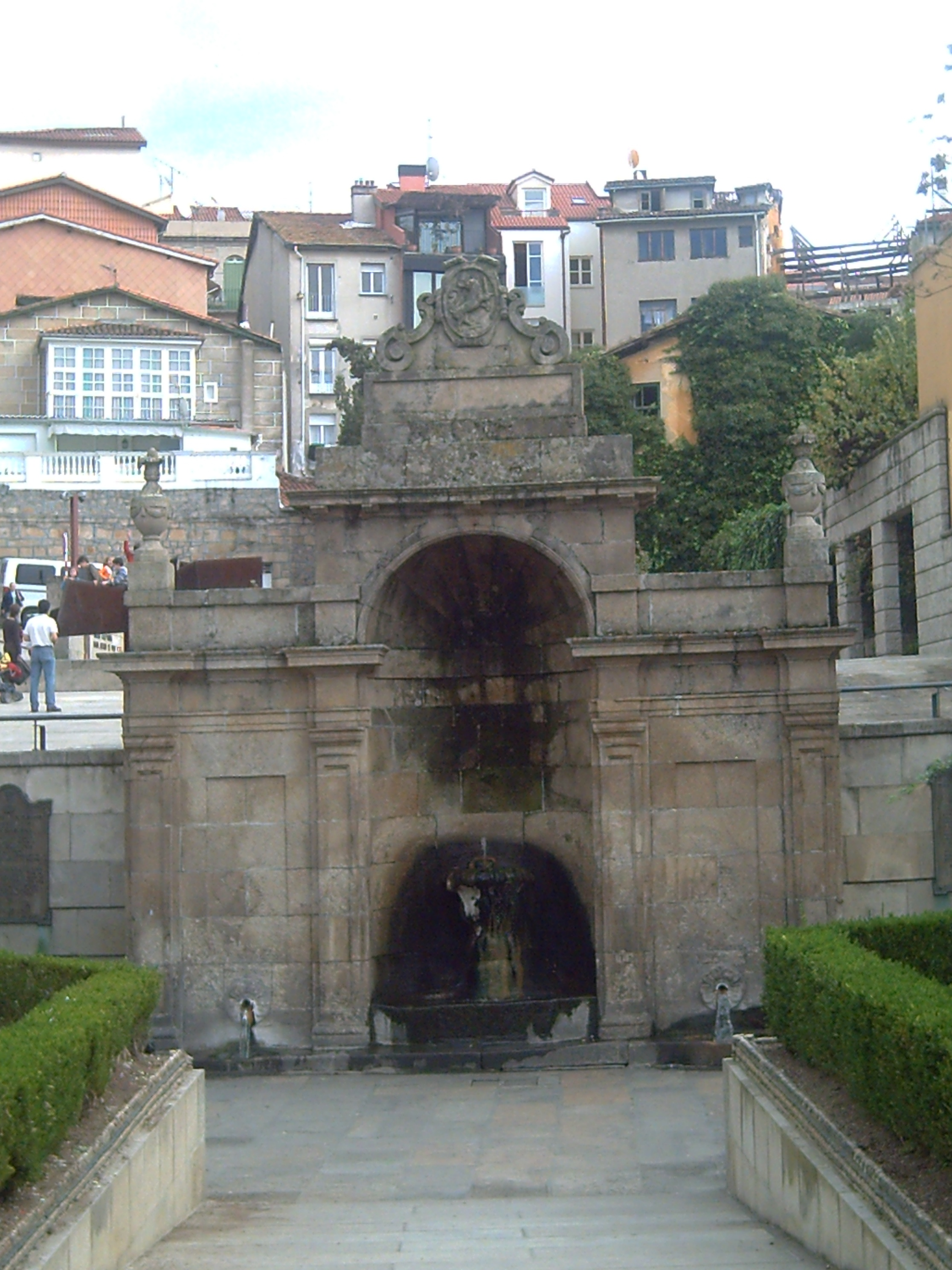
Burga de Abaixo.
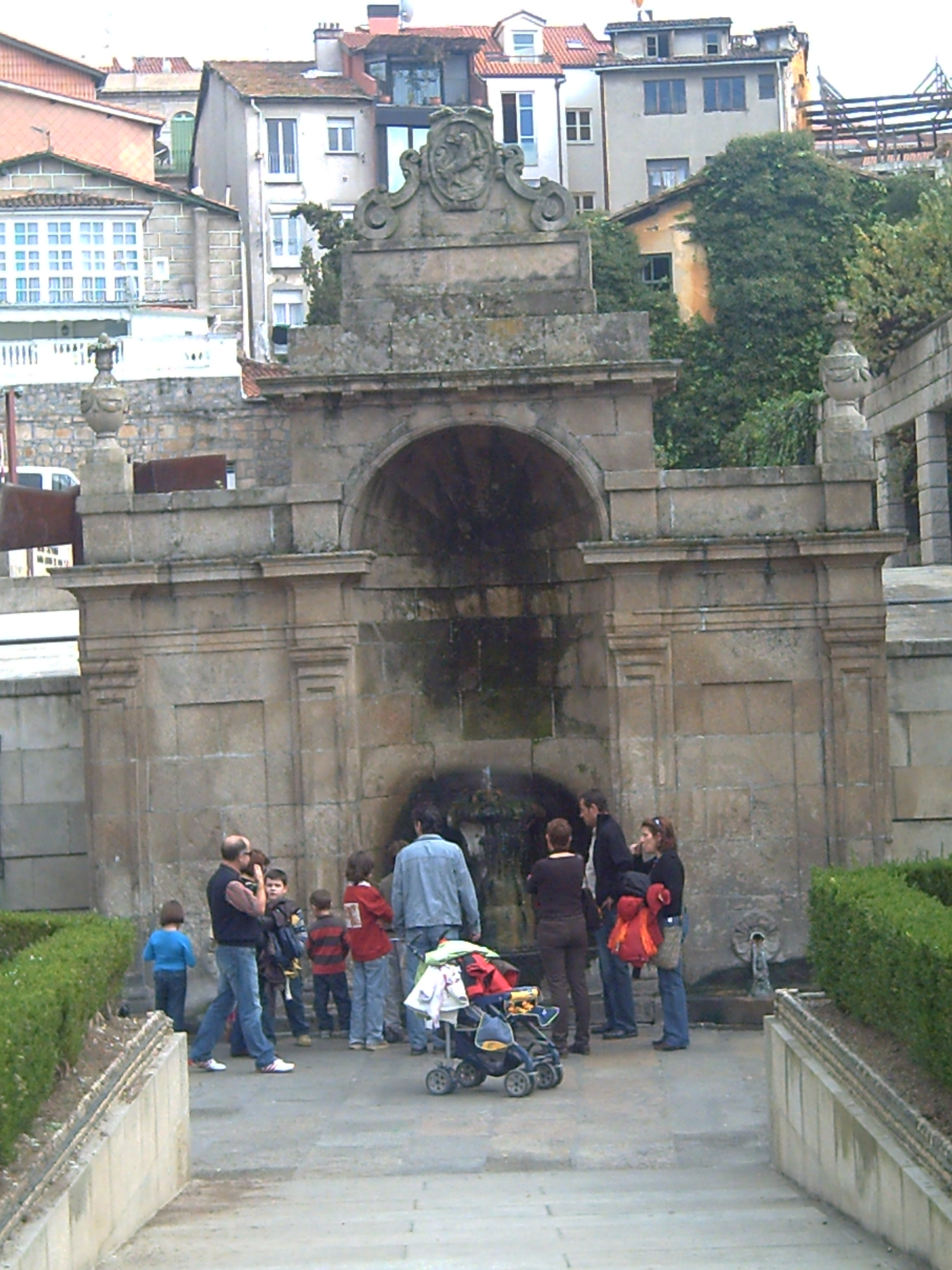
Burga de Abaixo.
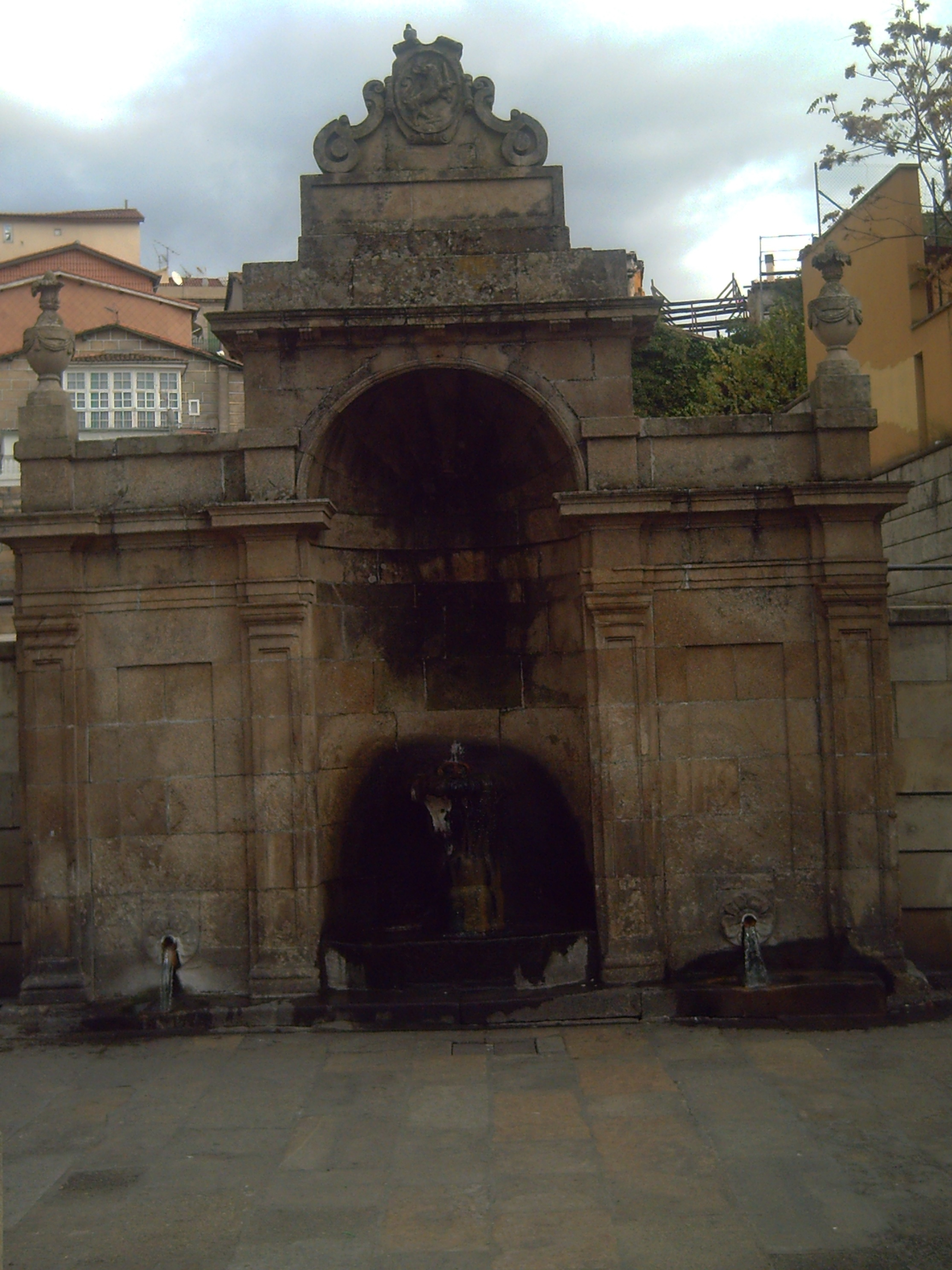
Burga de Abaixo.
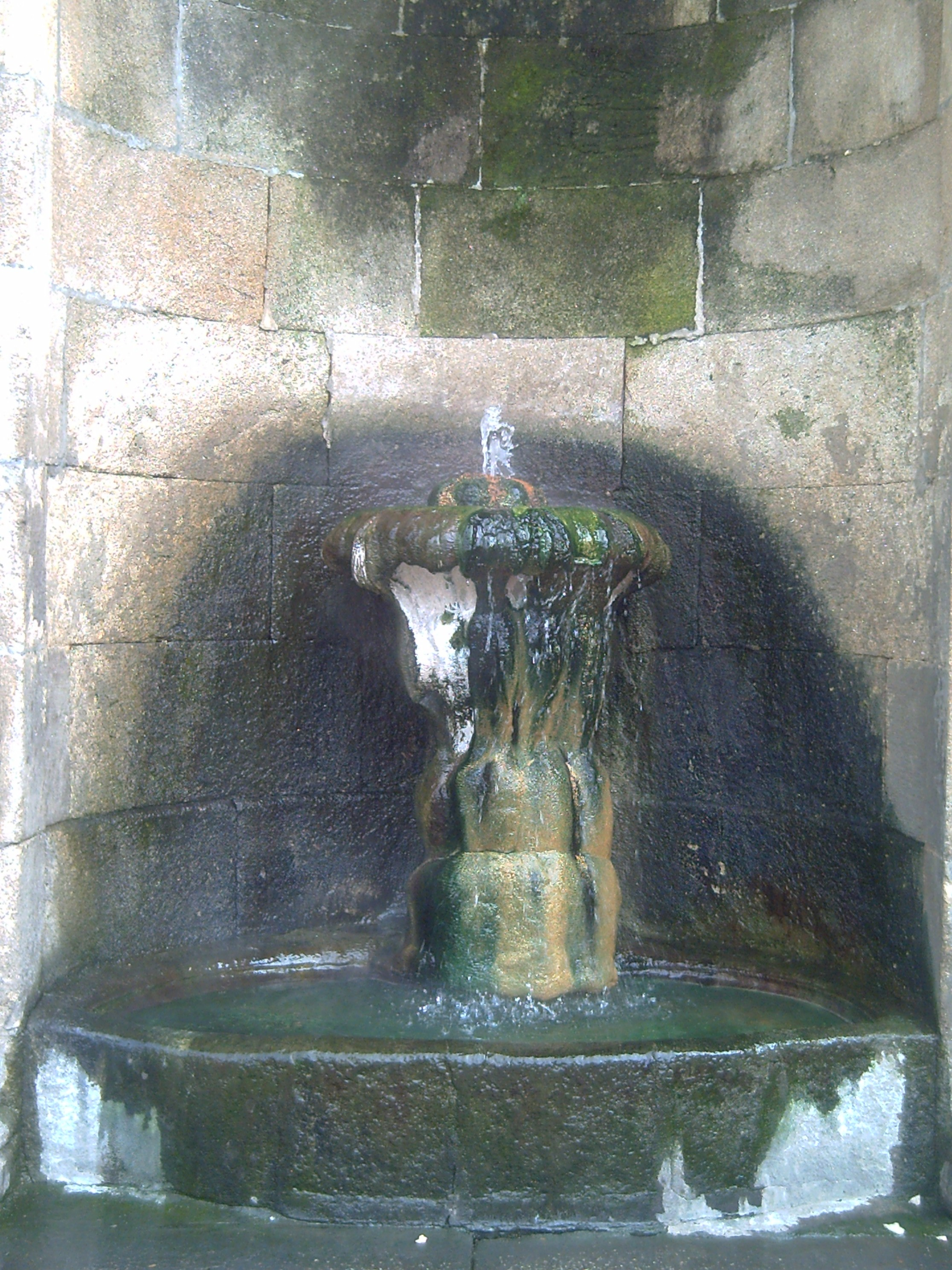
Fuente principal de la Burga de Abaixo.
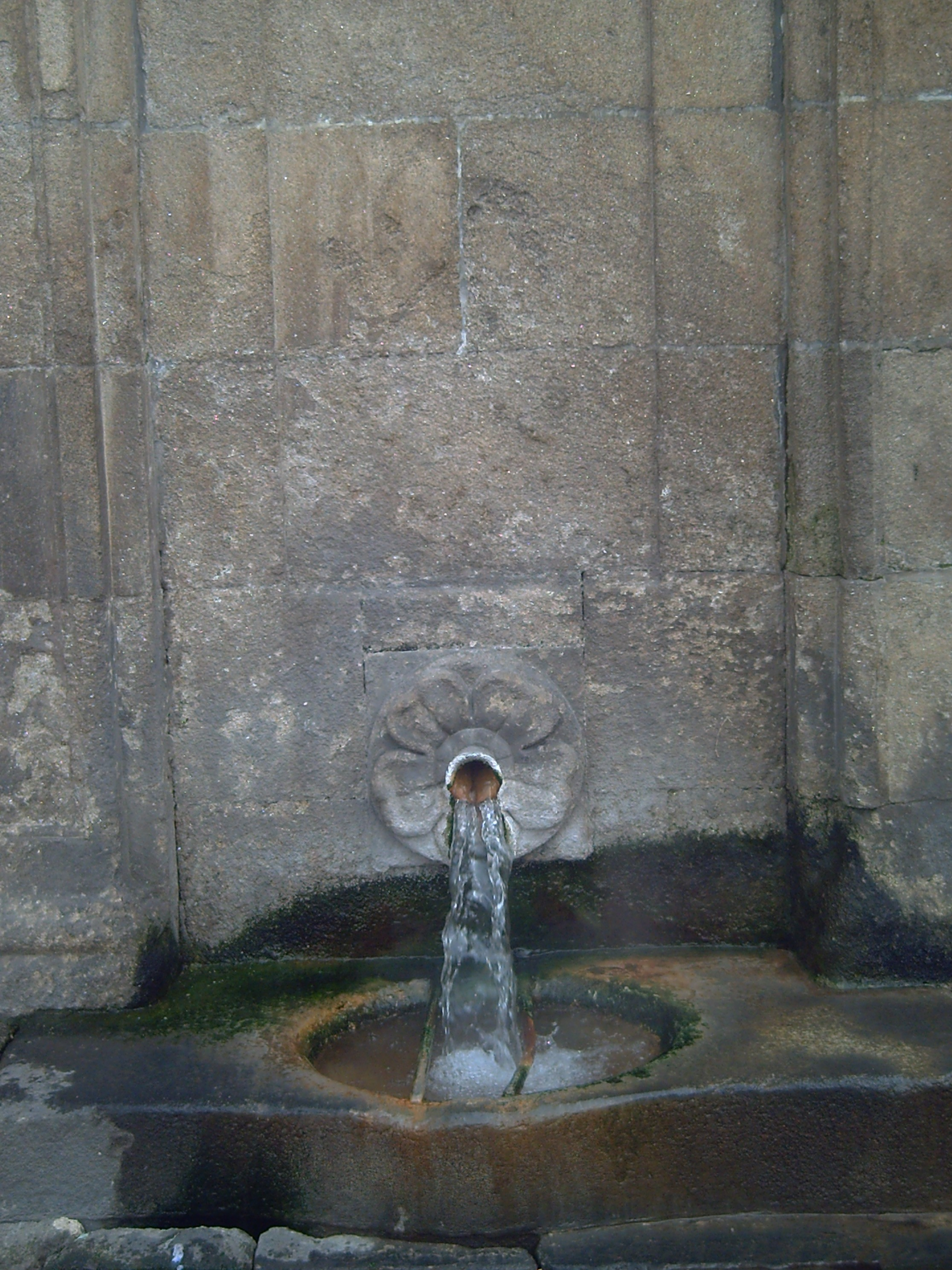
Caño lateral de la Burga de Abaixo.
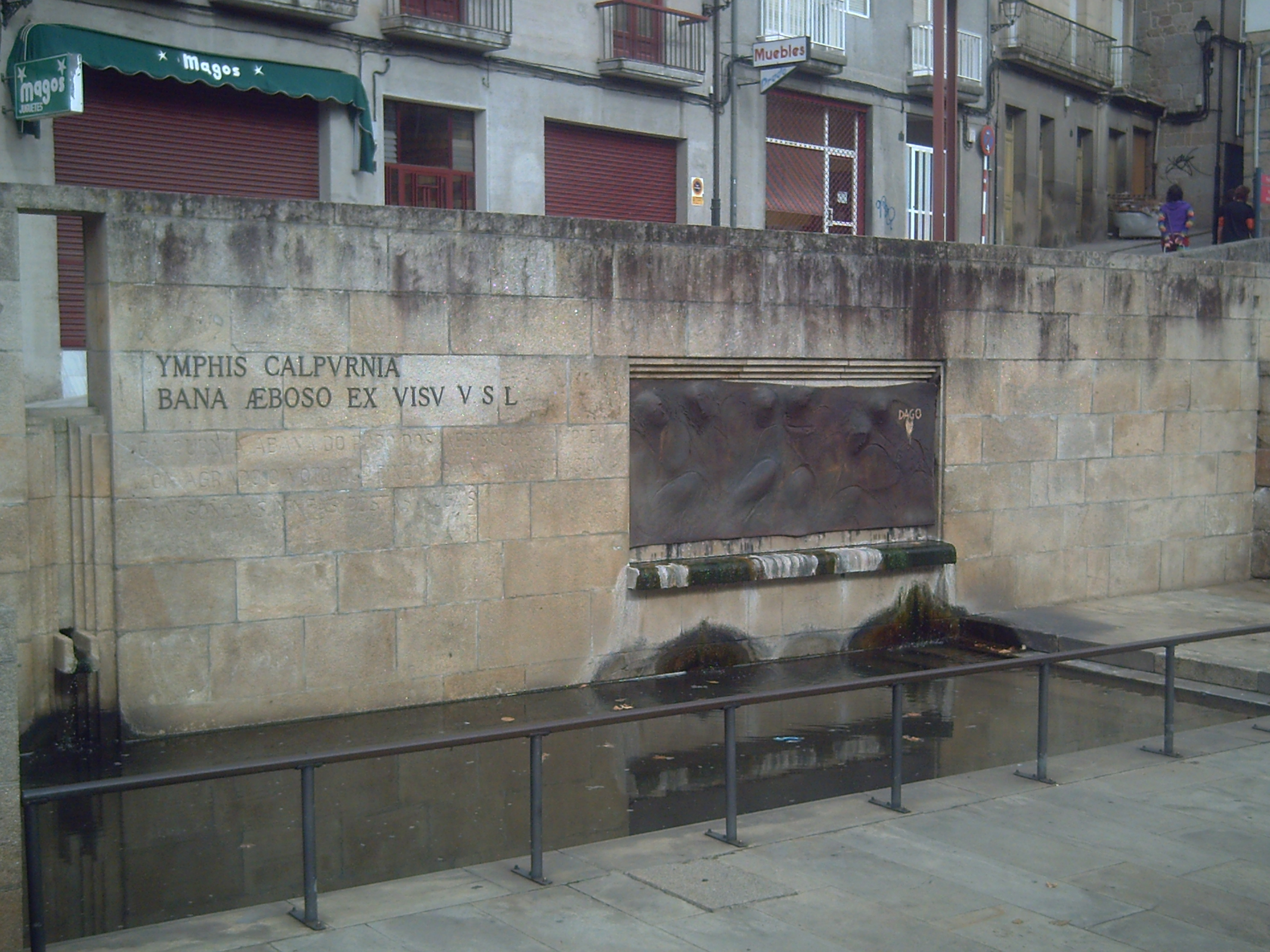
Estanque con la inscripción latina de Calpurnia...
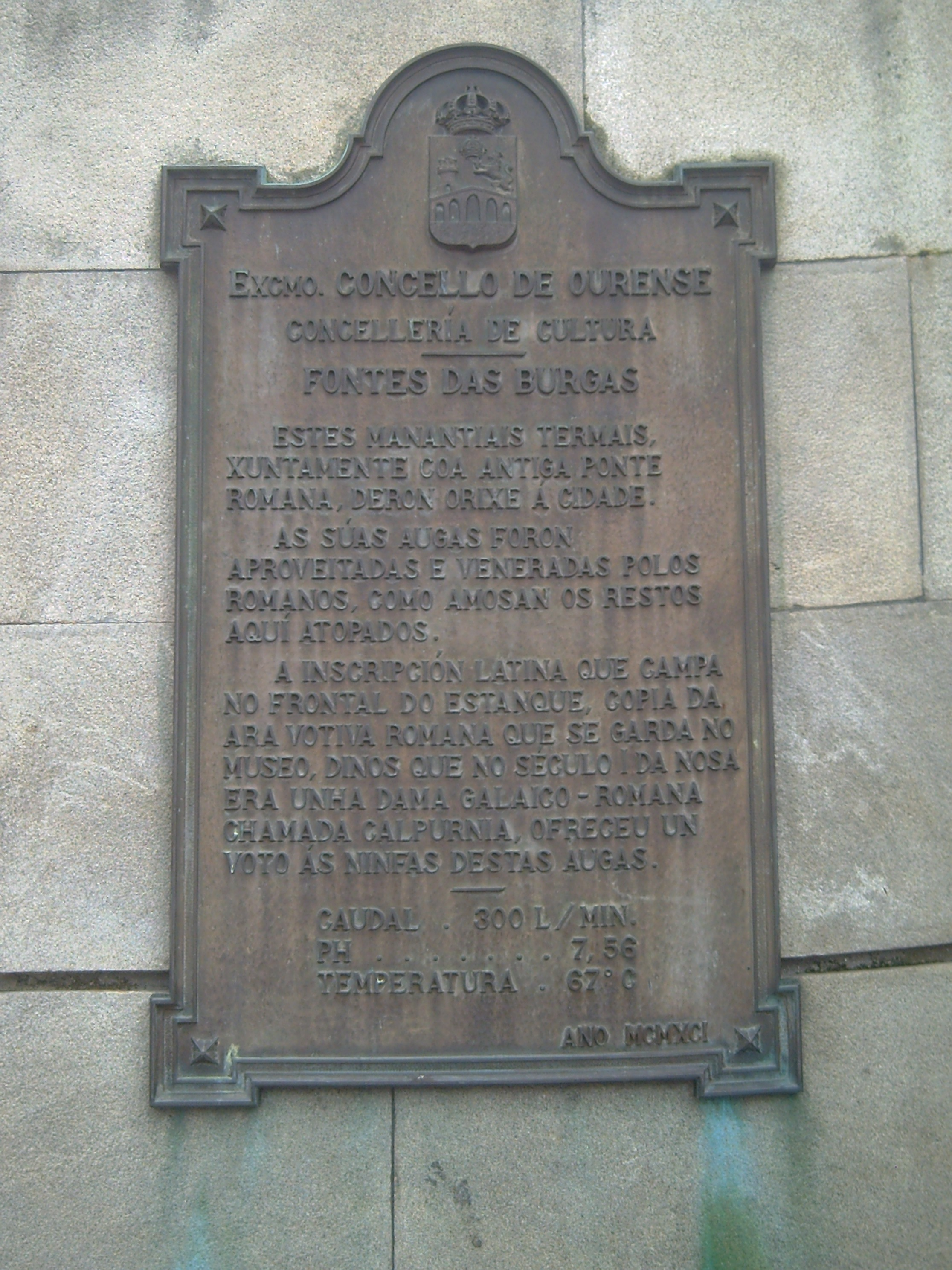
Origen e información sobre las Burgas.